# Aldaba (Navarra)
Aldaba es un concejo y localidad española del municipio de Iza, en la Comunidad Foral de Navarra.

## Geografía
La localidad está situada en la merindad de Pamplona, en la Cuenca de Pamplona.

## Historia
Hacia mediados del siglo XIX, el lugar, ya por entonces perteneciente a Iza, tenía contabilizada una población de 94 habitantes. Aparece descrito en el primer volumen del Diccionario geográfico-estadístico-histórico de España y sus posesiones de Ultramar de Pascual Madoz con las siguientes palabras:

ALDABA: l. de la cendea y ayunt. de Iza, prov., aud. terr. y c. g. de Navarra, merind., part. jud. y dióc. de Pamplona (2 leg.), arciprestazgo de la Cuenca: sit. sobre una pequeña altura donde le combaten todos los vientos y disfruta de clima saludable. Tiene 17 casas de mediana fáb. y comodidad, y una igl. parr. dedicada á la Asuncion de Ntra. Sra., servida por un cura párroco, cuya plaza provee el diocesano por oposicion en concurso general. Confina su térm. por N. con el de Sarasa (1/2 leg.), por E. con el de Zuasti (1/4), por S. con el de Larragueta (igual dist.) y por O. con el de Erice (1/2). El terreno participa de monte y llano, y es de buena calidad; abraza 3,000 robadas, de las cuales hay en cultivo 1,000, y de estas 400 son de 1.ª clase, 300 de 2.ª y las restantes de 3.ª; en su mayor parte disfrutan del beneficio del riego natural que proporcionan los abundantes manantiales que brotan en distintos puntos, cuyas aguas esquisitas tambien aprovechan los vec. para surtido de sus casas y abrevadero de ganados y bestias de labor; entre las tierras incultas hay unas 300 de prados y pastos naturales, y 1,700 enteramente baldias, donde únicamente se crian arbustos, maleza, algunos arboles silvestres: prod.: trigo, cebada, avena, maiz, cáñamo, lino, habas, vino, hortaliza y pocas frutas: hay ganado vacuno, de cerda, lanar y cabrio, y caza de liebres, conejos y perdices: pobl.: 13 vec.: 94 alm.: contr.: con su ayunt.
(Madoz, 1845, p. 484)

En 2023, la entidad singular de población tenía empadronados 55 habitantes y el núcleo de población, también 55.

## Patrimonio

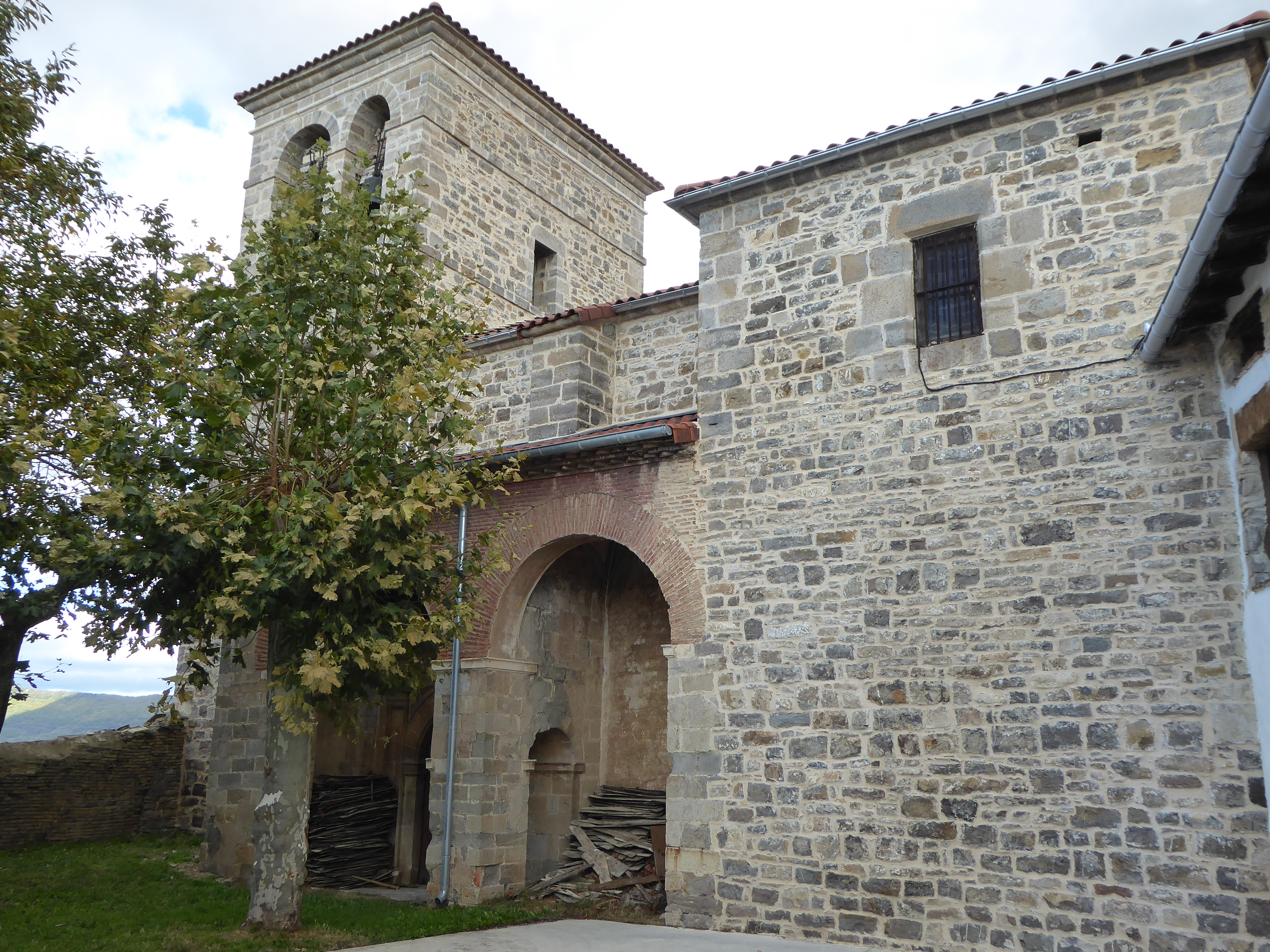
La iglesia de la Asunción

Hay en la localidad una iglesia de la Asunción.